# Galve
Galve és un municipi d'Aragó situat a la província de Terol i enquadrat a la comarca de la Comunitat de Terol. És un poble on hi ha jaciments paleontològics, amb un museu, i una ruta al costat del riu Alfambra amb reproduccions de dinosaures.